# فوسفوريلاز عديد النوكليوتيد
فوسفوريلاز عديد النوكليوتيد (بالإنجليزية: Polynucleotide Phosphorylase)‏ (بنباز PNPase) هو إنزيم ثنائي الوظيفة يملك نشاط ريبونوكلياز خارجي يقوم بالفسرلة من 3' إلى 5' ونشاط بوليميراز قليل الوحدات يعمل على النهاية 3'. وهذا يعني أنه يفكك جزيئات الرنا ابتداء من النهاية 3' متجها نحو النهاية 5'، ويقوم كذلك بتخليق أذيل طويلة (مبلمرات) عالية التغاير حيويا. وهو مسؤول عن ربط وحدات عديد الأدينين الملاحظَة لدى أجناس من الإشريكية القولونية التي تفتقد إنزيم التذييل بعديد الأدينين الطبيعي. اكتُشِف بواسطة ماريان غرونبرغ ماناغو سنة 1955، اعتُقد في البداية أن نشاط البنباز المماثل لنشاط لبوليميراز الرنا مسؤول على تخليق الرنا الرسول المعتمد على الدنا، وهي فكرة دُحِضت في نهاية العقد 1950.
للإنزيم وظيفة في معالجة وتفكيك الرنا الرسول لدى البكتيريا، النبات، والبشر.
لدى البشر، يشفَّر الإنزيم بواسطة الجين PNPT1. يشكل البروتين في حالته النشطة بنية على هيئة حلقة متكونة من ثلاث جزيئات بنباز (PNPase). يتكون كل جزيء بنباز من نطاقي ريبونوكلياز PH، نطاق S1 يرتبط به الرنا ونطاق تماثل K. يتواجد البروتين في البكتيريا وفي البلاستيدات الخضراء، والمتقدرة، وبعض خلايا حقيقيات النوى. يتواجد لدى حقيقيات النوى والعتائق مركب متطور مماثل بنيويا يسمى مركب إكسوسوم.
يُستخدم نفس الاختصار (بنباز PNPase) للإشارة إلى إنزيم لاصلة له بهذا الإنزيم وهو: فسفوريلاز نوكليوزيد البورين